# Балтакольський сільський округ
Балтако́льський сільський округ (каз. Балтакөл ауылдық округі, рос. Балтакольский сельский округ) — адміністративна одиниця у складі Отирарського району Туркестанської області Казахстану. Адміністративний центр — село Балтаколь.
Населення — 3657 осіб (2021; 4001 у 2009, 4363 у 1999, 3916 у 1989).
Станом на 1989 рік існувала Балтакольська сільська рада (села Акколь, Балтаколь, Калкудук, селища Босога, Жаугашти).

## Склад
До складу округу входять такі населені пункти:
| Населений пункт  | Колишні назви | Населення, осіб (1989) | Населення, осіб (1999) | Населення, осіб (2009) | Населення, осіб (2021) |
| ---------------- | ------------- | ---------------------- | ---------------------- | ---------------------- | ---------------------- |
| Акколь, село     | -             | 438                    | 433                    | 405                    | 375                    |
| Балтаколь, село  | -             | 2363                   | 3005                   | 2614                   | 2317                   |
| --Уштам, село    | -             | -                      | -                      | -                      | 64                     |
| Босога, селище   | -             | 143                    | -                      | -                      | -                      |
| Жаугашти, селище | -             | 231                    | -                      | -                      | -                      |
| Колкудик, село   | Калкудук      | 741                    | 925                    | 982                    | 901                    |